# Daigo (músico)
Daigo Naitō (内藤 大湖 Naitō Daigo?,  Nakano, Tokio, 8 de abril de 1978), previamente conocido como Daigo☆Stardust, es un cantante, compositor, actor y seiyū japonés. Naitō debutó en 2003 bajo la discográfica Victor Entertainment, bajo el nombre artístico de Daigo Stardust. En 2007, formó la banda de rock Breakerz y más tarde realizó su debut en solitario. En 2013, continuó con su proyecto en solitario pero desechó el nombre de Stardust y comenzó a ser simplemente conocido como Daigo. Como actor, es más conocido por su papel de Yukichi Oishi en el drama Love Shuffle.

## Biografía
Naitō nació el 8 de abril de 1978 en el barrio residencial de Nakano, Tokio, hijo de Takenobu Naitō y Maruko Takeshita. Tiene una hermana mayor por siete años, Eiko, quien es una reconocida mangaka. Vivió en Ichikawa, Chiba, desde la edad de tres años hasta el verano de su tercer grado. Naitō y su familia regresaron a Tokio después de que su abuelo materno, Noboru Takeshita, se convirtiera en primer ministro de Japón. En Tokio, asistió a la Academia Tamagawa y posteriormente al departamento de artes de la Universidad de Tamagwa, pero terminaría por abandonar sus estudios. 
Desarrolló un amor por la música a una edad temprana tras escuchar a la banda de rock japonesa Boøwy, y trató de aprender a tocar la guitarra clásica, pero luego pasaría a tocar la guitarra eléctrica. También era fanático de la banda B'z, formando una banda de covers durante la escuela secundaria. Comenzó a cantar en tercer año de la escuela secundaria y formó la banda JZEIL, con la cual actuó en el festival de su escuela antes de graduarse. JZEIL ganó popularidad y se esperaba que hiciera un debut profesional, pero la banda se disolvió el 25 de septiembre de 2001.

## Vida personal
Naitō es el nieto del ex-primer ministro de Japón, Noboru Takeshita, y hermano menor de la mangaka Eiko Naitō, más conocida bajo su nombre artístico de Eiki Eiki. El 11 de enero de 2016, contrajo matrimonio con la actriz Keiko Kitagawa.

## Filmografía

### Películas
- Kimi ga Odoru, Natsu (2010) como Tomoya Ishiguro
- Ultraman Saga (2012) como Taiga Nozomu/Ultraman Zero
- Stand Up! Vanguard (2012) como Él mismo
- Cardfight!! Vanguard: The Three Games (2014) como Él mismo

### Dramas
- Love Shuffle como Yukichi Oishi
- Stand Up!! como Shin
- Higanbana - Keishicho Sosa Nana ka como Kento Kikuchi
- Eigyo Bucho Kira Natsuko como Yoshio Kawahara

### Anime
- Detective Conan: El perseguidor negro (2009) como Kōsuke Mizutani
- Cardfight!! Vanguard (2012) como Daigo
- Love Stage!! (2014) como Shōgo Sena
- Cardfight!! Vanguard G: GIRS Crisis (2015) como Daigo
- Monster Hunter Stories (2017) como Captain

### Doblaje
- Sodor's Legend of the Lost Treasure (2016) como Ryan

## Discografía

### Sencillos (con BREAKERZ)
1. SUMMER PARTY|SUMMER PARTY / LAST EMOTION (2008)
2. Sekai wa Odoru (Sekai wa Odoru / Shakunetsu 世界は踊る／灼熱?) (2008)
3. Angelic Smile|Angelic Smile / WINTER PARTY (2008)
4. GRAND FINALE (2009)
5. Everlasting Luv (Everlasting Luv / BAMBINO Everlasting Luv／BAMBINO 〜バンビーノ〜?) (2009)
6. Hikari (光 Light?) (2009)
7. LOVE FIGHTER ~Koi no Battle~ (LOVE FIGHTER 〜恋のバトル〜?) (2009)
8. Gekijou (Gekijou / hEaVeN 激情／hEaVeN?, Passion) (2010)
9. BUNNY LOVE|BUNNY LOVE / REAL LOVE 2010 (2010)
10. Tsukiyo no Itazura no Mahō (月夜の悪戯の魔法／CLIMBER×CLIMBER?) (2011)
11. Last Pray (LAST ✝ PRAY／絶対! I LOVE YOU?) (2011)
12. Miss Mystery en Case Closed (manga)|Case Closed or Detective Conan (2012)
13. Overwrite (Overwrite / Nounai Survivor オーバーライト／脳内Survivor?) (2012)
14. RUSTY HEARTS (2013)
15. WE GO en Case Closed or Detective Conan (2015)
16. YAIBA en Cardfight!! Vanguard G: GIRS Crisis

#### Como DAIGO☆STARDUST
1. MARIA (2003)
2. Eien no Space Cowboy (永遠のスペースカウボーイ?) (2003)
3. ROCK THE PLANET (2004)
4. Daisy / SUMMER ROSE (デイジー?) (2004)
5. SCAPEGOAT (2005)
6. SUPERJOY (2005)

#### Como Daigo
1. いつも抱きしめて /無限∞REBIRTH (Itsumo Dakishimete / Mugen∞Rebirth?) (2013)
2. BUTTERFLY/いま逢いたくて… (Butterfly/Ima Aitakute...?)

### Álbumes (con BREAKERZ)
1. BREAKERZ (2007)
2. CRASH & BUILD (2007)
3. BIG BANG! (2008)
4. FIGHTERZ (2009)
5. GO (2011)
6. 0 -ZERO- (2015)

### Miniálbumes (con BREAKERZ)
1. Ao no Mirai (アオノミライ Pale Future?) (2008)
2. B.R.Z ACOUSTIC (2010)

#### Como DAIGO☆STARDUST
1. The space toy (2003)
2. HELLO CRAZY GENTLEMAN(2005)
3. DAIGO☆STARDUST BEST (2009)